# Formica uralensis
Formica uralensis là một loài kiến thuộc họ Formicidae. Loài này có ở Belarus, Đan Mạch, Estonia, Phần Lan, Pháp, Đức, Kazakhstan, Latvia, Litva, Na Uy, Ba Lan, Nga, Thụy Điển, Thụy Sĩ, và Ukraina.